# Sphaeradenia alleniana
Sphaeradenia alleniana är en enhjärtbladig växtart som beskrevs av Gunnar Wilhelm Harling. Sphaeradenia alleniana ingår i släktet Sphaeradenia och familjen Cyclanthaceae. Inga underarter finns listade.